# Grote Boeddha van Great Buddha Land
De Grote Boeddha van Great Buddha Land is een kolossaal standbeeld in het district Dashu in Kaohsiung in Taiwan. Het standbeeld staat bij het Fo Guang Shanklooster in Great Buddha Land alwaar het grote beeld omgeven wordt door 480 kleinere standbeelden van Boeddha.
Op ongeveer 1200 meter naar het noordwesten staat de Grote Boeddha van Fo Guang.

## Geschiedenis
In 1975 werd Great Buddha Land met de Grote Boeddha gebouwd.

## Bouwwerk
Het goudkleurige standbeeld beeldt Amitabha Boeddha af in staande houding, staand op een lotusbloem. De Boeddha houdt zijn rechterhand omhoog waarmee hij aangeeft de wereld licht te geven en met zijn linkerhand maakt hij een welkomsgebaar om mee te gaan naar het Land van Vrede.
Het Boeddhabeeld heeft een hoogte van 36 meter.